# Kahramanmaraş
Kahramanmaraş, starożytna Germanikea – miasto w południowej Turcji, u północnego podnóża gór Taurus, stolica prowincji Kahramanmaraş. Do 1973 roku miasto nosiło nazwę Maraş. Z tego miasta lub jego okolic wywodziła się dynastia izauryjska, władająca Cesarstwem Bizantyńskim w latach 717–802.
Według danych na rok 2000 miasto zamieszkiwało 326 198 osób.
6 lutego 2023 miasto i cała prowincja znalazły się w epicentrum trzęsienia ziemi o magnitudzie 7,8 stopnia w skali Richtera.

## Zabytki
- meczet Ulu Cami zbudowany w 1502 roku[2];